# كابسينويدات

## الكابسينويدات
الكابسينويدات هي مواد قلوية موجودة بشكل طبيعي في الفلفل الحار على الرغم من أنها تشبه هيكليًا مادة الكابسيسين (8-ميثيل-N-فانيليل-6-نونيناميد)، المادة التي تسبب الطعم الحاد في الفلفل الحار، إلا أنها تفتقر إلى حد كبير إلى هذه الخاصية، الكابسينويدات لها "عتبة طعم ساخن" تقدر بحوالي 1/1000 من الكابسيسين، لم يتم إكتشافها الكابسينويدات الأدبيات العلمية حتى عام 1989، عندما عزلها علماء الأحياء لأول مرة في مجموعة فريدة من الفلفل الحار (CH-19 Sweet)، الذي لا يحتوي على مادة الكابسيسين، تشمل الكابسينويدات الكبسولة والثنائية هيدروكابسيات والنورديهيدروكابسيات.
تعزى العديد من الآثار الصحية إلى الكابسيسين والكابسينويدات، سواء من الناحية القصصية أو من خلال الدراسة العلمية، بما في ذلك الأنشطة المضادة للسرطان والمضادة للاتهابات والمسكنات وإدارة الوزن.

## الهيكل
يتم توضيح الاختلافات الهيكلية بين الكابسيسين وأعضاء عائلة مركبات الكبسينويدات أدناه، تحتوي الكبسينويدات على رابطة استر في هياكلها، مقارنة بخصائص رابطة الأميد التي يتميز بها الكابسيسين

## آليات العمل:الكابسيسينمقابل الكابسينويدات
يقال إن الفلفل الحار يساعد الناس في المناطق الاستوائية على "التهدئة"، تتوافق هذه النظرية مع أن الكابسيسن يؤدي إلى خفض درجة حرارة الجسم لدى الناس المعرضين لبيئة حارة مما يؤدي إلى توسع الأوعية الدموية ، يقوم الكابسيسين برفع الحرارة في الفم لأنه ينشط المستقبلات الحسية على اللسان المستخدمة للكشف عن الحرارة، تسمى هذه المستقبلات الفانيلويد المحتمل للمستقبلات العابرة 1 (TRPV1)، توجد هذه المستقبلات أيضا في القناة الهضمية وفي الأعضاء الأخرى. ومن المعروف أن تنشيط هذده المستقبلات يؤدي إلى تنشيط الجهاز العصبي الودي (SNS). لذلك ثبت أن الكابسيسين يزيد من حرق الدهون لدى البشر والحيوانات من خلال تحفيز الجهاز العصبي الودي.
تنشط الكابسينويد مثل الكابسيسين مستقبلات الفانيلويد  على الرغم من أنها لا ترفع الحرارة في الفم؛ حيث انها لا يمكن أن تصل إلى مستقبلات التجويف الفموي TRPV1 الموجودة أسفل سطح الفم بقليل؛ بسبب الاختلافات الهيكلية عن الكابسيسين، من ناحية أخرى يعمل كل من الكابسيسين والكبسولات على تنشيط مستقبلات TRPV1 بنفس الطريقة، حيث أشارت الأبحاث إلى أن مستقبلات TRPV1 في الأمعاء مهمة للتأثيرات الأيضية للكابسيسين والكاسينويد.
لوحظ كل من استقلاب الطاقة  وزيادة درجة حرارة الجسم  في البشر بعد تناول الكابسينويدات المستخرجة أوالفلفل الذي يحتوي على الكابسينويدات، تظهر الدراسات التي أجريت على الحيوانات أيضا هذه الزيادات، بالإضافة إلى ملاحظة تراكم الدهون في الجسم بعد تناول الكابسينويدات، لا تزال الآليات الدقيقة والأهمية النسبية لكل منها قيد الدراسة، وكذلك تتم دراسة آثار الكابسينويدات على الشهية والشبع.

## اختبار السلامة
تمت دراسة المستخلصات المنقاة من الفلفل الحار الحلو المحتوي على كابسينويدات على نطاق واسع من خلال اختبارات السلامة الصارمة، بما في ذلك تقييم السمية المزمنة، والتكاثر، والسمية الجينية، والمسخ في الحيوانات، والإعطاء عن طريق الفم الفردي والحرائك الدوائية في البشر.
تتحلل الكابسينيدات قبل الامتصاص إلى أحماض دهنية وكحول فانيليل، وفقا للدراسات البشرية التي أجريت حتى الآن لا توجد كابسينويدات كاملة في مجرى الدم بعد تناولها عن طريق الفم حيث أنها تتحلل بالكامل، مما يشير إلى الحد الأدنى من القلق بشأن التنشيط غير المرغوب فيه لمستقبلات TRPV1 في أجزاء أخرى من الجسم، كما لوحظ أن جرعة واحدة منها عن طريق الفم والتي تحتوي على 30 ملغ من الكابسينويدات لم ترفع ضغط الدم أو معدل ضربات القلب لدى المتطوعين الأصحاء ، ولا حتى عندما تم إعطاء الفلفل الحار (CH-19 Sweet).

## الكابسينويدات الرئيسية في الطبيعة
- كبسولة (4-هيدروكسي-3-ميثوكسي بنزيل (E) -8-ميثيل-6-نونينوات) (رقم سجل المستخلصات الكيميائية 205687-01-0).
- ثنائي هيدروكابسيات (4-هيدروكسي-3-ميثوكسي بنزيل 8-ميثيل نونانوات) (رقم سجل المستخلصات الكيميائية 205687-03-2).
- نورديهيدروكابسيات (4-هيدروكسي-3-ميثوكسي بنزيل 7-ميثيل أوكتانوات) (رقم سجل المستخلصات الكيميائية 220012-53-3).